# Howard Sant-Roos
Howard Sant-Roos (nacido el 18 de marzo de 1992 en La Habana) es un jugador de baloncesto cubano  que pertenece a la plantilla del UCAM Murcia CB de la Liga Endesa. Con 2,01 metros de estatura, juega en la posición de alero.

## Trayectoria deportiva
Howard es un jugador que destaca por su físico, llegó a Italia muy joven, con apenas 16 años al casarse su madre de origen cubano con un italiano. Destacó en la Geradiana, y el Casalpusterlengo puso sus ojos en él, fichándolo para cederlo al Bernareggio. Allí jugó dos temporadas, en las que Howard demostró lo que era capaz de hacer. Llegaba el momento de buscarle un destino más atractivo y el jugador se marchó a Alemania en el año 2011, para alternar el New Yorker Phantoms con el segundo equipo del club, y allí coincidió con jugadores de la talla de Immanuel McElroy, Thaddeus McFadden o Dennis Schröeder.
En esos dos años en Alemania, Howard se forjó como jugador. En su primer año, ya dio muestras de su potencial ante el filial del Alba Berlín, anotando 28 puntos con un 87% en tiros de dos. Alternó entrenamientos con el primer y segundo equipo en su primer año, aunque no llegó a debutar en esa campaña. Todo cambió en el segundo año, donde sí pudo pisar la primera división alemana, aunque sólo durante cinco partidos. Estaba preparado para dar el salto al baloncesto profesional. Y sería en Italia.
Sin embargo, no tuvo suerte de salir drafteado, y volvió a Italia, para jugar en el Junior Casale. Tras el año en el Junior Casale, donde Howard fue el americano del equipo, y promedió 14.7 puntos, 4.5 asistencias y 6.8 rebotes, en la Lega Due Silver, equivalente a LEB Plata. El Casapusterlengo apostó por él para la temporada 2014-2015, en LEGA Due, y le daba todas las responsabilidades: él debía ser el encargado de liderar al equipo.
En 2015, ficharía por ČEZ Nymburk, con el que participaría o en Eurocup, o en FIBA Europe Cup. Además de ganar la liga checa en dos ocasiones y también, la copa.
En verano de 2017, el cubano firma un gran contrato de 1+1 años con el Darüşşafaka S.K. turco.
En 2018 firma por AEK Atenas B.C. donde disputaría temporada y media con los griegos, aportando en la segunda temporada una media de 9.1 puntos, 6.8 rebotes y 2.9 asistencias en la liga griega, y 13.8 puntos, 6.6 rebotes y 4.4 asistencias en la BCL.
En enero de 2020 se compromete con el PBC CSKA Moscú de la VTB United League.
En julio de 2020, el alero cubano no seguiría en el PBC CSKA Moscú después de que el club ruso no haya hecho efectiva la cláusula de extensión del contrato, llegando un acuerdo con el Panathinaikos B. C. de la A1 Ethniki para unirse al club verde.
Con esta institución histórica Howard se mantendría jugando Euroliga y disputaría la competición doméstica del país heleno nuevamente. Recordemos que ya Howard tiene un pasado en este país, pues hace menos de un año defendió la franela del AEK Atenas.
El 27 de agosto de 2022, firma por el Casademont Zaragoza de la Liga Endesa.. Disputando en la temporada 2022-2023 la Liga ACB con unos promedios de 10.2 puntos, 4 asistencias y 3.4 rebotes, con una valoración por partido de 13.1.
El 21 de julio de 2023 se oficializa su contratación por UCAM Murcia CB para un año, donde disputará la Liga ACB y la Champions Basketball League  (BCL)